# 포양호
포양호(중국어 간체자: 鄱阳湖, 정체자: 鄱陽湖, 병음: Póyáng)는 중화인민공화국 장시성(江西省) 북부, 장강 남쪽 방면 기슭에 있는 중국의 최대의 담수호이다. 한국어 발음인 파양호로도 잘 알려져 있다. 북위 29도 00부, 동경 116도 10부에 위치한다. 호수의 표면적은 계절에 따라 146 km2로부터 3,210 km2까지 바뀌며, 장강의 수류를 조절하는 역할도 하고 있다.

## 개요
철새의 서식지에서 철새들을 관찰할 수 있어 겨울에는 시베리아 학, 흑두루미, 황새가 날아온다. 민물고기의 보고로 어업이 번성하지만 남획으로 수가 줄어들어, 현재는 봄과 겨울에 일부 금어를 하고 있다. 멸종 위기에 있는 양쯔강돌고래는 보호령을 내려 주에서 보호하고 있다. 1992년 3월에는 국제습지조약 등록지가 되었다.
서쪽에는 려산이 있다.

## 역사
기원 전부터 기록이 남아 있는 호수로, 한나라 이전에는 팽려택(彭蠡澤)이라는 늪이 감강(贛江)의 하류를 형성할 때, 장강은 지금의 용감호(龍感湖)를 지나 북쪽으로 흘러갔으며, 지금의 파양호 일대는 감강 변의 평야였다. 그러다 기원후 400년경 장강의 흐름이 남쪽으로 이동했고, 감강은 파양호를 형성했다. 감강이 흘러들며 파양현과 해혼현(海昏縣)이 수몰되었고, 오늘날 영수현(永修縣) 오성진(吳城鎭)으로 대규모 이주가 이루어졌다. 따라서 오성은 강서성의 웅읍(雄邑) 중 하나가 되었다. 이 때문에 "해혼현이 수몰되니 오성진이 나타났네(淹了海昏縣，出了吳城鎭)"라는 말이 생겨났다.
몇 번이나 홍수를 일으켜, 쌓아 올린 제방이 호수 안에 남아 있다. 1363년, 주원장 군대와 진우량 군대의 사이에 파양호 대전이 일어나, 진우량이 전사하였다.

## 같이 보기
- 파양호 대전